# Gerd Körber
Gerd Körber, dit Mr. Truckrace, ou Mr. Truckracing, né le 24 mai 1963, est un pilote de course allemand sur camions, et homme d'affaires à Rheinau (Bade-Wurtemberg).

## Biographie
Il dispute ses premières courses en karting en 1986, puis l'année suivante il pilote déjà un camion MAN de Classe B en compétition, embarquant à bord de nombreuses marques à travers trois décennies (MAN, Sisu à moteur Mercedes-Benz, DAF, Buggyra de 2001 à 2007, et désormais Iveco).
Au total il monte à 10 reprises sur un podium européen entre 1989 et 2006, malgré un grave accident de la circulation en 1995 qui faillit lui faire arrêter la course.
Il dirige l'entreprise Bickel-Tec axée sur l'aménagement des camions, et reste encore en activité sportive poids lourds entre 2010 et 2014 sur un Iveco du team Schwaben-Truck, malgré une interruption de la compétition en 2008 et 2009.

## Palmarès
- Champion d'Europe de courses de camions Catégorie C en 1991, sur Phoenix MAN;
- Double Champion d'Europe de courses de camions Catégorie Super-Race-Trucks en 2002 et 2003, sur Buggyra MK 002 (version A puis B);
  - vice-champion d'Europe de courses de camions Catégorie C en 1989 sur MAN, et 1992 sur Phoenix MAN;
  - vice-champion d'Europe de courses de camions Catégorie  Super-Race-Trucks en 1996, sur MAN;
  - vice-champion d'Europe de courses de camions Toutes Catégorie en 2006, sur Buggyra (Freightliner);
  - 3e du championnat d'Europe de courses de camions Catégorie C en 1990, sur Phoenix MAN;
  - 3e du championnat d'Europe de courses de camions Catégorie  Super-Race-Trucks  en 2000, sur MAN;
  - 3e du championnat d'Europe de courses de camions Catégorie  Race-Trucks  en 2005, sur Buggyra (Freightliner).